# Cymbidium atropurpureum
Cymbidium atropurpureum је врста орхидеја из рода Cymbidium и породице Orchidaceae која се налази од Индо-Кине до Малезије. Нису наведене подврсте у Catalogue of Life.